# Старая ратуша (Дюссельдорф)
Старая ратуша (нем. Altes Rathaus) в Дюссельдорфе — это здание на северной стороне рыночной площади и самая старая часть ратушного комплекса в Старом городе Дюссельдорфа.

## История
Здание ратуши было построено в стиле ренессанса между 1570 и 1573 годами как место размещения администрации, собраний бургомистра, народных заседателей и городского совета. До 1806 года ратуша также служила местом встречи земельных сословий герцогств Юлих-Берг. Ранее, с 1544 года, в качестве ратуши использовался дом, который стоял на том же месте на рыночной площади и постепенно обветшал. До этого, начиная с 1470 года, местом городской администрации служил дом "Цум Шварцен Хорн" на Ратинген Штрассе 6. Строительство ратуши в 1570- 1573 годах выражает восходящее развитие города при ламаркских герцогах Юлих-Клеве-Берг. При Вильгельме Богатом, она претерпела значительное расширение в качестве резиденции герцога. Тем не менее городу было очень трудно собрать деньги на строительство, и городским властям пришлось несколько раз обращаться к государю за помощью.
Когда в 1831 году, согласно королевскому указу Фридриха Вильгельма III была основана Дюссельдорфская торговая палата, она должна была размещаться в ратуше. Хотя указ был утвержден прусским королем, тогдашний мэр Филипп Шёллер первоначально отказался предоставить помещение. Тем не менее Торговая палата сохранила свое первоначальное местоположение в ратуше с 1831 по 1870 год.

## Архитектура
Форма ратуши стилистически связана с дворцовой архитектурой того периода. Планы неизвестного мастера-строителя осуществил каменщик Генрих Тусманн из Дуйсбурга.
Крышу здания украшают две "изогнутых люкарны" и восьмиугольная пятиэтажная лестничная башня. Здесь находится входной портал, над которым в нише размещена фигура "Юстиция". Здание изначально было оштукатурено, имело простую форму кирпичного ренессанса с экономичным использованием кирпича и поэтому было похоже на городские дома Голландии и Бельгии. Весьма вероятно, что образцом послужили ратуша Калкара и дом Мехрума. Вход находился в лестничной башне. На первом этаже были два больших зала, в которых продавались шерстяные изделия ткачей и товары мастеров других городских гильдий. Самая старая часть ратуши была перепроектирована Иоганном Йозефом Кувеном в 1749 году. Эта дата высечена над входным порталом. Кувен выделил углы лестничной башни пилястрами и разделил отдельные этажи здания узкими карнизами. В дополнение к лестничной башне он создал рядом слева новый входной портал с простой структурой в стиле рококо с балконом над ним. В послевоенный период повреждённый фасад старой ратуши был восстановлен, а за ним в 1958-1961 годах по планам Фридриха Таммса и Х. Хейна был спроектирован "Зал Яна Веллема", который используется в презентационных целях.

## Фотогалереи
- Старый фасад здания
- 1791 год
- XIX век
- 1871 год
- 1907 год
- До 1909 года
- Входной портал до 1909 года

- Современные интерьеры